# Bacilli
Bacilli — клас грам-позитивних бактерій типу Firmicutes. Містить два відомих ряда, Bacillales і Lactobacillales, які у свою чергу містять кілька відомих патогенів, таких як Bacillus anthracis (збудник сибірки), Streptococcus і Staphylococcus.
Кілька різних груп бактерій називаються схожими назвами, так Bacillus означає рід, що, разом з іншими, міститься у цьому класі, часто для посилання на нього використовується і термін «бацили». У той же час термін «бацили» найчастіше посилається на всі паличкоподібні бактерії, незалежно від таксономічної приналежності та інших характеристик. При цьому не всі представники класу є паличкоподібними, так представники роду Staphylococcus сферичні.